# Validazione temporale
La validazione temporale è la certificazione della ricezione di una istanza ad una determinata ora di un determinato giorno, registrata con un determinato numero di protocollo; certificazione che, in termine di diritto, è "opponibile a terzi".

La Pubblica amministrazione, Ministeri, Regioni, province e Comuni devono poter sempre identificare univocamente le istanze ricevute dai cittadini  e classificarle secondo la loro natura.
Spesso tali istanze non sono altro che domande di partecipazione a gare, concorsi e quant'altro, dove la sequenza di ricezione stabilisce l'ordine di evasione delle domande. Data e ora di arrivo servono inoltre a stabilirne l'ammissione (o l'esclusione) rispetto ad un preciso limite fissato dall'Ente proponente.

## Procedura
La procedura "classica" prevede: 
- il protocollo - un registro cronologico per annotare numero progressivo, mittente, tipo documento, data e ora
- un timbro con datario e numerazione progressiva che viene apposto sul documento presentato.

Oggi la Pubblica Amministrazione si sta sforzando di rendere tale procedura molto più veloce ed adatta ad acquisire anche istanze fornite per via telematica. Sono infatti in atto diversi progetti di "Protocollo Informatico".
Naturalmente con tali applicazioni data e ora non sono più sufficienti, e si ricorre alle frazioni di secondo.